# Tobohäxan
Tobohäxan kallas i folkmun en kvinna som ska ha bott i ett torp kallat Tobo, nära Stegeborgs slott, och som ska ha avrättats för häxeri på Ramunderberget vid Söderköping i början av 1610-talet, efter att med trolldomsmedel ha förgjort hertig Johan av Östergötland och dennes hustru, Maria Elisabeth. Enligt traditionen ska hon ha varit beryktad för sina trollkonster över hela Vikbolandet.

## Källäget
En möjlig källa till händelsen är en gammal kyrkoboksanteckning som bland annat citeras i Westerlund och Setterdahls herdaminne över Linköpings stift, sammanställt på 1910-talet. I artikeln om Claudius Prytz, som på 1610-talet var hovpredikant hos hertigparet, står angivet att:
Såsom hofpredikant råkade [Prytz] ”uti yttersta lifsfara för thet han”, såsom det heter i Kyrkoboken, "uprögde en Trullpacka, som bodde uti Hertigens Torp, och hade förgjort både Hertigen ock Hertiginnan, at de voro lika som ifrån sina sinnen, —; ty då rannsakning blef hållen öfver henne, vid Mogata Ting, och Magister Prytz befalte, at handskarne måtte dragas af henne, lofvade hon, at hon derföre en gång, skulle göra honom hett om öronen, det hon ock på följande sätt sökte at fullborda. Då hon för sitt brått var dömd, til at lefvande brännas, begärte hon endast denne Magister Prytz at följa sig til döden. Hon gjorde för honom (såsom man tyckte) en öppenhjertad bekännelse, ock blef utförd til at undergå straffet, på Ramshäll, vid Söderköping. Hon blef der bunden för ögonen, och händerna på ryggen; men lagade dock så, at han då hon skulle kastas på bålet, som då häftigt brann, fick hon bak efter sig tag uti Herr Prytzes koft och ville rycka honom med sig i elden. Men Bödelen fick åter i kappan, och hölt honom så tilbakars, at hennes onda upsåt, icke lyckades emedan banden voro väl starka och Bödelen, af större krafter än Trullpackan; dock hade han så när blifvit qvafd, vid detta tillfället. ——— Hertigen och Hertiginnan, blefvo sedermera friska och sunde, och lefde ännu mong år."

Samma källa citerades av Johan Isaac Håhl i dennes herdaminne från 1840-talet, och en mer komplett version återfinns i Hans Olof Sundelius verk Norrköpings Minne från slutet av 1700-talet. En del av citatet, som utelämnats av Westerlund och Setterdahl, återges av Sundelius, där det uppges att banden till kappan som Prytz bar "blifua ännu förvarade uti Linderås, af dess efterkommande". Källan finns också refererad utan hänvisning i första volymen av Christopher Henric Braads handskrift Ostrogothia Literata, liksom i Aron Westéns Svenska kongl. hofclericiets historia, med noteringen att händelsen är "meddelad av Assessor Braad".
Sanningshalten i berättelsen som sådan kan ifrågasättas. Källan nämner inget om vare sig Tobo eller Vikbolandet, men inte heller i domböckerna från Hammarkinds häradsting, till vilken domsaga Mogata hörde, finns inga noteringar om fallet. Det är också uppenbart att berättelsen har kommit till långt efter den händelse den skildrar.  Noteringen om att kappan bevarats visar att den inte kan ha koncipierats före 1688, eftersom det var först då Prytz "efterkommande", dottersonen Jonas Magni Livin, blev adjunkt och senare kyrkoherde i Linderås. I själva verket härrör berättelsen från den series pastorum som återfinns i den äldsta bevarade kyrkoboken från S:t Olai församling i Norrköping, där Prytz slutade sina dagar som prost, och den skrevs ner av Nathanael Alfving som var komminister i församlingen 1741-46. Den äldsta källan har alltså kommit till cirka 130 år efter själva händelsen, och hela historien kan därmed på goda grunder avfärdas som en skröna.

## Historisk bakgrund
Bakgrunden till historien om häxan som sades vilja förgöra hertig Johan och hans hustru kan vara ett antal trolldomsprocesser som ägde rum under hertigens regim. I forskningen har dessa rättegångar betraktats som de första större sammanhängande processerna i riket, där såväl tortyr som vattenprov, samt föreställningar om Blåkullafärder och bolande med Satan förekom.  Historikern Bengt Ankarloo talar i sammanhanget om "något som liknar en systematisk förföljelsevåg". Minnet av rättegångarna "som i H. Johans tid skedde” levde också kvar vid de stora trolldomsprocesserna mot slutet av seklet, då riksdrotsen Per Brahe ”påminte sig om Hertig Jans furstinna" som "begynte till att låta bränna några, så att på sistone icke en hustru var, som icke allenast var beskylld.”
I materialet från de två större trolldomsprocesser som de facto hölls under hertig Johans tid, i Finspång och i Norrköping 1617, finns det inga noteringar om förgörning av hertigparet, men det har antagits att de återkommande sjukdomsperioder som drabbade hertig Johan och Maria Elisabeth gjorde att "folk inom hertigparets omgivning började tro, att övernaturliga makter drevo sitt djävulska spel med deras unga herrskap", och att detta drev på trolldomsprocesserna. I samtida anteckningar om hertigparets vacklande hälsa, som bland annat citerar livläkaren Olaus Bureus utlåtanden, finns dock inga antydningar om trolldom. I skriften Magia Incantatrix, som sammanställdes 1632 av Ericus Prytz, kyrkoherde i Kuddby och bror till Claudius Prytz, omtalas däremot "tvenne slemma och beryktade trollkonor", som anklagades för att ha förgjort "deras F[urstlige] N[åder] höglovlige hos Gud i åminnelse, Hertig Johan, och Hans älskelige gemål F[ru] Maria Elisabeth", och som ska ha bränts 1617 eller 1618 vid Skogsby vad, som var Björkekinds och Östkinds härads avrättningsplats. Även dessa fall är dock obekräftade i samtida material.
Omfattningen av häxprocesserna i Östergötland på 1610-talet är svårutredd, liksom vilken roll hertigparet hade i sammanhanget. Klart är att hertig Johan den 19 mars 1614 utfärdade en stadga mot "hor, ocker, trolldom förgörningar, vidskepelser, trätor och bandskap", med drakoniska och godtyckliga straff för dem som inte genast kunde fällas enligt landslagen. Det bör dock påpekas att denna stadga på intet sätt betonade trolldomen mer än övriga grova synder.
Om några fall av häxeri någonsin rannsakades efter hertigens stadga är osäkert, eftersom några straffsatser enligt dess bokstav inte finns registrerade i de domböcker som bevarats till eftervärlden. Christine Bladh argumenterar dock för att dylika fall kan ha registrerats i en särskild dombok som inte bevarats. Något som talar för att stadgan faktiskt tillämpades är de invändningar mot hertigens jurisdiktion som fördes fram av hans råd på våren 1618, där det påpekades att de höga bötesbeloppen ruinerade undersåtarna utan att synden utrotades. I Ydre härad finns också fall som visar att stadgan tillämpades på horsbrott.

## I populärkulturen
Berättelsen om häxan som förgjorde hertigparet och närapå drog med sin anklagare på bålet har traderats och återgivits i flera versioner, och den har också blandats upp med andra skrönor om häxor som berättats, framför allt på Vikbolandet och i trakten däromkring.  I ett historiskt kåseri av Arne Malmberg i Norrköpings tidningar berättas att den "olycka och sjukdom som drabbat hertigparet måste bero på en kvinna som bodde på torpet Tobo inte långt från slottet. Hon kallades allmänt Tobo-häxan och var för sina svartkonster beryktad över hela Vikbolandet." På tinget i Mogata vittnade många om "att hon trollat elände över både folk och fä runtom i socknarna. Hennes specialitet uppgavs vara att 'locka vargar' till sig.” Parallellerna med berättelsen om den så kallade "Tobo-kärringen" som ska ha bränts "på ett berg i Ö. Ny, som kallas Toboberg" är uppenbara.
I den starkt romantiserade novellen Gnistor i mörkret från 1876 av Claude Gerard (Aurora Ljungstedt) namnges den på falska grunder anklagade häxan som "Mor Barbro". Här beskrivs också huvudkällan till händelsen som "ett löst papper" som återfunnits mellan bladen i en gammal kyrkobok, och där det "med tysk stil" stod skrivet "Utdrag af anteckningar ur kyrkoboken i Sanct Olofs församling i Norrköping." Beskrivningen stämmer inte alls in på den faktiska källan från kyrkoarkivet, och den måste därför ses som ett dramatiserande utslag av författarens fantasi.
Berättelsen återges i en notis i Tidningen Kalmar 22 april 1898, och den skildras också av Anton Ridderstad i dennes Östergötlands historia.
Indirekt inspirerade historien troligtvis Carl Jonas Love Almqvist till dikten Häxan i Konung Karls tid. I ett brev till hustrun 1830 skriver han hur han passerade genom Söderköping: "Bredvid staden åt venster ligger ett högt, kalt, mörkt Berg vid namn Ramshäll; der brändes i förra århundradet en qvinna, som var anklagad för trolldom". Han har med andra ord fått en lokal version av historien återberättad för sig, som förlägger händelsen till Karl XI:s tid eller till 1700-talet, och där kopplingen till Claudius Prytz och hertigparet utelämnats.